# عبد الناصر مجلي
عبد الناصر مجلي شاعر وقاص وكاتب يمني يعيش منذ عام 1992 في الولايات المتحدة. نشر عدة كتب أدبية بدءا من مجموعته القصصية «ذات مساء... ذات راقصة» في عام 1991 وقال الناقد علي أحمد عبده قاسم بالنسبة لها إن المجلي «من أهم الكتاب في هذا المجال». روايته «رجال الثلج» تناولت حياة المهاجرين اليمنيين في الولايات المتحدة. تحول في الآونة الأخيرة إلى كتابة قصص الخيال العلمي.
ترجمت أعمال مجلي إلى اللغة الإيطالية وأدرجت في عام 2009 ضمن مختارات الأدب اليمني بعنوان اليمن ديلو بيرل. حاليا هو رئيس تحرير موقع شبكة أخبار الأمة العربية الأمريكية. وتُرجم هذا الموقع إلى اللغة العربية.